# スペック (体型)
スペック（和製英語：spec）、またはスペは、身長から体重を引いた数値を指す俗語で、体格指数として簡易的に用いられる。
元は性風俗産業の関係者が使用していたものがSNSを通して広まった。計算が単純で暗算も容易であるため扱いやすい一方で、科学的な観点から、あるいは物理量としては問題点を抱えており、BMIのように広く用いられる体格指数と比較すると、体型を評価する指標として必ずしも適切とは言えない。

## 計算式
身長の単位には cm（センチメートル）、体重には kg（キログラム）を用いる。身長を h 、体重を w とするとスペックは
スペック = h − w
で表される。
例えば身長160 cm、体重50 kgの場合、
スペック = 160 − 50 = 110
となる。
次元解析の観点からは、単位の異なる物理量同士の引き算になっており、物理的な意味を持つ量ではないことに注意が必要である。

## 用法
風俗店やキャバクラで働く女性を採用する際の体格の指標として用いられている。2025年1月に大規模違法スカウトグループ「アクセス」が摘発された際には、同グループが紹介する女性の「ランク」の判断基準の一つとして「スペック」を用いていたことが報じられた。
TikTokで「身長引く体重イコール110が標準体型らしい♪」と歌う音源が人気を博したことで風俗業界の外にも広まり、若者を中心に認知されている。
スペックによる価値基準の高低は数値の大小に対応しており、数値が大きいと「高スペック」「高スペ」、反対に小さいと「低スペック」「低スペ」のように表現される。上述のTikTok音源のように理想的なスペックの基準値を「110」とする風潮も見られ、「スペ110」「スペ110理論」などと呼ばれる。

## 問題点

### BMIとの関係
体格指数として広く用いられる科学的・医学的な指標にBMIがある。
身長が h m 、体重が w kgの場合、スペックSとBMIの定義より
{\displaystyle \mathrm {BMI} {=}{\frac {100h-S}{h^{2}}}{=}-S{\left({\frac {1}{h}}-{\frac {50}{S}}\right)}^{2}+{\frac {2500}{S}}}
スペックSを110とすると、上式より人の一般的な身長の範囲である1メートルから2メートル程度ではBMIは単調増加であるため「身長が高いほどBMIが高くなり、身長が低いほどBMIが低く」なる。BMIにおける標準体型の基準値は18.5から25の間であり、例えば身長160センチメートル、体重50キログラムの場合はBMIが19.53で標準体型に収まるが、身長150センチメートル、体重40キログラムではBMI 17.78となり低体重に分類される。このように、指標としての「スペック」や「スペ110理論」は必ずしも体型が標準的であるかどうかの評価に適切であるとは言えない。
東京科学大学研究員の安田翔也は、BMIにおける標準体型のBMI=22付近における体重（身長の2次関数）とスペックにおける理想体型とされる「スペ110」付近における体重（身長の1次関数）を比較し、「『大多数の人が当てはまる身長・体重の範囲（身長140～190 [cm]、体重40～90 [kg]）』に限って見れば、ほとんど直線で近似できている」「身長が低めの領域ほど乖離していますが、だいたい直線でええやろ、ということ」と説明している。
また、安田はBMI=22とスペック=110の式の傾きが一致する点から「身長227cm、体重115kg付近の標準体型の人であればスペ理論がよく適用できる」こと、反対に男女混合平均身長の165cmに限定した場合では「体重82kg付近のやや肥満の人であればスペ83理論がよく適用できる」（「身長－体重＝80は肥満2度」と表現できる）ことを示し、一般的な体格の人において実用的とは言えないことを指摘している。

### ルッキズムの増長
2024年10月7日、ボディケア用品ブランドのDoveがJR渋谷駅構内に展開した「私たちに必要ないカワイイの基準」という広告において、「目と目の間が4cm（離れ目の基準）」「顔の大きさ17cm（小顔の基準）」などの俗説的な数値基準や「Eライン」などの美容用語と併せて、「【スペ110】（身長）−（体重）の数値。痩せているかどうかの基準とされる」として「スペック」が取り上げられた。
同広告はメッセージとして「#カワイイに正解なんてない」を掲げ、これらの美容に関する価値基準を否定する意図を込めたものであったが、かえってこれらの用語や数値基準を世に広めるはたらきをしており、ルッキズムを増長させているとして強い批判を浴びた。